# Cratere Philoxenus
Philoxenus  è un cratere sulla superficie di Mercurio.